# Акушба, Зинайда Хусейновна
Зинайда Хусейновна Акушба (род. 1929 год, Батуми, Аджарская АССР, Грузинская ССР) — табаковод, звеньевая колхоза имени Берия Гагрского района Абхазской АССР, Грузинская ССР. Герой Социалистического Труда (1949).

## Биография
Со второй половины 1940-х годов — табаковод, звеньевая табаководческого звена колхоза имени Берия Гагрского района.
В 1948 году табаководы колхоза имени Берия собрали в среднем по 19,2 центнеров листьев табака сорта «Самсун № 27» с каждого гектара на участке площадью 3 гектара. Указом Президиума Верховного Совета СССР от 3 мая 1949 года «за получение высоких урожаев кукурузы и табака в 1948 году» удостоена звания Героя Социалистического Труда с вручением ордена Ленина и золотой медали «Серп и Молот».
Этим же указом были награждены званием Героя Социалистического Труда председатель колхоза Авксентий Константинович Гурцкая, табаководы Мисак Саакович Оганян и Еноф Саакович Оганян.
В последующие годы колхоз имени Берия показывала высокий результат при выращивании табака, кукурузы и чайного листа. За выдающиеся трудовые показания в 1948 году был награждена в 1950 году вторым Орденом Ленина.
После выхода на пенсию проживала в одном из сельских населённых пунктов Гагрского района.
Награды
- Герой Социалистического Труда
- Орден Ленина — дважды (1949; 05.10.1950)